# About Face
About Face er det andet soloalbum af Pink Floyd guitaristen David Gilmour. Albummet blev oprindeligt udgivet i marts 1984 på pladeselskaberne Harvest i Europa og på Columbia i Nordamerika. Albummet blev indspillet i 1983 i Boulogne-Billancourt, France. og er produceret af Gilmour og Bob Ezrin. Tekst og musik er skrevet af Gilmour bortset fra sangene "All Lovers Are Deranged" og "Love on the Air", hvor Pete Townshend skrev teksten.
Albummet modtog overvejende positive anmeldelser og nåede nr. 21 på den britiske albumhitliste og nr. 32 på den amerikanske albumhitliste Billboard 200. Der blev udgivet to singler fra albummet: "Blue Light" og "Love on the Air". Albummet modtog en guldplade.
Albummet blev genudsendt på CD i 2006 på EMI Records i Europa og af Columbia i USA.

## Track listing
All lyrics written by David Gilmour hvis ikke andet er angivet, all musik komponeret af David Gilmour.
| 1. | "Until We Sleep"  | 5:15 |
| 2. | "Murder"          | 4:59 |
| 3. | "Love on the Air" | 4:19 |
| 4. | "Blue Light"      | 4:35 |
| 5. | "Out of the Blue" | 3:35 |

| 6.            | "All Lovers Are Deranged" | 3:14  |
| 7.            | "You Know I'm Right"      | 5:06  |
| 8.            | "Cruise"                  | 4:40  |
| 9.            | "Let's Get Metaphysical"  | 4:09  |
| 10.           | "Near the End"            | 5:36  |
| Total længde: | Total længde:             | 45:18 |

## Medvirkende
| Primære musikere - David Gilmour – vokal; guitar; el-bas - Jeff Porcaro – trommer; percussion - Pino Palladino – el-bas - Ian Kewley – Hammondorgel; piano Studiemusikere - Steve Winwood – Hammondorgel på "Blue Light"; piano på "Love on the Air" - Anne Dudley – synthesizere - Jon Lord – synthesizer - Bob Ezrin – keyboards; orkesterarrangementer - Steve Rance – Fairlight CMI programming - The Kick Horns – blæsere - Luís Jardim – percussion - Ray Cooper – percussion - Roy Harper – kor - Sam Brown – kor - Vicki Brown – kor - Mickey Feat – kor - The National Philharmonic Orchestra - Michael Kamen – orkesterarrangement | Produktion - Bob Ezrin – producer - David Gilmour – producer - Andrew Jackson – lydtekniker - Kit Woolven – tekniker - James Guthrie – mix og remastering - Eric Tomlinson – optagelse af orkester - Doug Sax – mastering engineer - Mike Reese – mastering engineer - Storm Thorgerson (under pseudonymet "STd") – cover design |

## Turne
Gilmour turnerede fra den 31. marts til den 16. juli 1984 i Europa og Nordamerika i forbindelse med udgivelsen af About Face. På turneen spillede orkesteret følgende sange:
1. "Until We Sleep"
2. "All Lovers Are Deranged"
3. "There's No Way Out of Here"
4. "Love on the Air"
5. "Mihalis"
6. "Cruise"
7. "Short & Sweet"
8. "Money" (kun i Nordamerika)
9. "Run Like Hell"
10. "Out of the Blue"
11. "Let's Get Metaphysical"
12. "You Know I'm Right"
13. "Blue Light"
14. "Murder"
15. "Near the End"
16. "Comfortably Numb"
17. "I Can't Breathe Anymore"

### Musikere på turneen
- David Gilmour – guitar, vokals, piano på "Out of the Blue"
- Gregg Dechert – keyboards, vokal
- Sue Evans – percussion (5–16. juli)
- Mickey Feat – basguitar, vokals
- Jody Linscott – percussion (marts–juni)
- Mick Ralphs – guitar, vokal
- Raphael Ravenscroft – saxofon, fløjte, keyboards
- Chris Slade – trommer

Roy Harper og Nick Mason medvirkede ved koncerter på The Hammersmith Odeon i London den 28. 29. og 30. april 1984, der blev optaget på film.